# Bythaelurus hispidus
Bythaelurus hispidus är en hajart som först beskrevs av Alcock 1891.  Bythaelurus hispidus ingår i släktet Bythaelurus och familjen rödhajar. IUCN kategoriserar arten globalt som otillräckligt studerad. Inga underarter finns listade.